# Абгар V Уккама
А́бгар V (Авгарь; греч. Αὔγαρος; умер в 50) — царь Осроены с 4 года до н. э. по 7 год н. э. и в 13—50 годах н. э., с прозвищем Уккама или Куммах, то есть «чёрный» на арамейском. 15-й представитель осроенской династии Абгаридов, правителей Осроены, со столицей в Эдессе (Малая Азия). Осроенское царство было основано в 137 году до н. э. и было уничтожено при Каракалле в 216 году. Абгар V известен благодаря своей апокрифической переписке с Иисусом Христом.

## Археологические свидетельства
Гробница семьи царя Абгара V, украшенная мозаикой и изображением креста, обнаружена в ходе археологических раскопок в Замке Урфы (современная Шанлыурфа) среди около 80 раннехристианских гробниц.  Надпись надгробной плиты гласит: «Великий царь Абгар V Укама Манну, первый христианский правитель Эдессы».

## Свидетельства церковных историков
Согласно армянскому историку Мовсесу Хоренаци, Абгар был сыном Аршама — сына Арташеса, брата Тиграна II Великого. В IV веке Евсевий Кесарийский заявил, что обнаружил в архивах Эдессы сирийский документ, свидетельствующий о переписке его с Иисусом Христом. Этот рассказ с различными прибавлениями появляется в сирийской рукописи «Doctrina Addaei» (напечатанной Георгом Филипсом в Лондоне в 1876 году) и в различных греческих переделках.
По Евсевию, Абгар, поражённый тяжкой болезнью, просит о помощи Христа, признавая его Богом или Сыном Божиим, предлагая Ему свою резиденцию для Слова Божия, и что Иисус Христос, отклоняя предложение тем, что его миссия связывает Его с Иерусалимом, обещает по воскресении своём послать к нему одного из учеников, который его и исцелит. По воскресении Христовом, продолжает Евсевий, апостол Фома послал в Эдессу Фаддея, одного из 70 апостолов, который доставил царю исцеление и распространил там христианство. При этом Евсевий не упоминает о получении Авгарем образа Христа.
Этот рассказ находится в теснейшей связи с преданием (известно по памятникам, датируемым концом IV — началом V века) об отправлении Спасителем своего нерукотворного образа в Эдессу. С этого образа списывались с IV века многие копии (так называемые Абгарские образа́).
В Малом энциклопедическом словаре Брокгауза и Ефрона указано, что оригинал нерукотворного образа X веке был перемещён в церковь S. Silvestro in Capute в Риме.

### Критика
Decretum Gelasianum, приписываемый папе римскому Геласию I (ум. 496), подлинность которого оспаривается, относит Письмо к апокрифическим (неканоническим) книгам.
Учёные склонны относить принятие христианства только к эпохе его потомка Абгара IX Великого, который принял христианство в 200 году. Возможно, впоследствии было произведено удревнение принятия христианства, связанное с борьбой за авторитет «первого христианского государства».

## Аналогии между Абгар V и Арташесом III (Зеноном)
В настоящее время многие исследователи не исключают возможность о том, что Абгар V /упомянутый в «Истории Армении» Мовсеса Хоренаци и других ассирийских источниках/ и армянский царь Арташес III (Зенон), на самом деле являются одним и тем же лицом. Они отмечают, что имя «Абгар Аршама» возникло по недоразумению: у царя Эдессы Абгара в армянском переводе «Церковная история» Евсевий Кесарийскиого было прозвище Арджама (от имени — «Арташес»), а в переводе труда Лабубны (см, прим. 367) — Аршама. «Абгар Аршама» /то есть «Абгар Арташес»/ было воспринято как «Аршамов Абгар», то есть Абгар, сын Аршама, но в самом деле имя его отца в ассирийских источниках упоминается под именем Манова или Манну /вероятно, является вариантом имени Полемон/.
Согласно Мовсесу Хоренаци, во время правления Аршама /Арташеса - Зенона/ возникли разногласия между правителями восточно-средиземноморских провинций Рима и Армении, связанные с армяно-парфянскими отношениями. Это перерастает в вооруженный конфликт между армянскими войсками и римскими легионами восточно-средиземноморских провинций, где был убит командующий римскими легионами Иосиф, племянник царя Иудеи Ирода: в итоге Осроена и Малая Армения вошли в состав Великой Армении. Это становится поводом для ухудшения отношений между римским полководцем Германиком и Аршамой /Арташеса - Зенона/. что приводит к тесному союзу Аршамы и Артавана III. По словам того же историка. Аршамай /Арташес - Зенон/ переносит Армянский двор в Эдессу с согласия Артавана III и носит титул <Авгар> царей Осроены /Абгар V/, что по толкованию Мовсеса Хоренаци, имело значение <старший муж> или <могущественный>.
См. (Մ. Խորենացի <<Պատմություն Հայոց>> Եր.-1981թ, էջ 165-177 /М. Хоренаци "История Армении" Ереван-1981, стр. 165-177/),  (Մխիթարյան Ա․ե․, Հաբեթի սերունդները,  Հայաստանի Հանրապետություն, քաղ․ Երևան: Հեղինակայնի հրատարակություն  (2002թ․) /Мхитарян А․ Е․. Потомки Иафета, Республика Армения, г․ Ереван: Авторское издание, 2002. — ISBN 99930-4-060-6./)

## Память
Абгар V изображён на самой крупной банкноте Армении номиналом в 100 000 драм.